# Dicranomyia pitoa
Dicranomyia pitoa là một loài ruồi trong họ Limoniidae. Chúng phân bố ở miền Australasia.